# A’ Chailleach (Monadh Liath)
Der A’ Chailleach ist ein 930 m (3.051 ft) hoher, als Munro eingestufter Berg in Schottland. Sein gälischer Name kann in etwa mit Die alte Frau übersetzt werden.  Der Gipfel liegt in der Council Area Highland am Südrand der Berglandschaft der Monadh Liath in den nördlichen Grampian Mountains, etwa sieben Kilometer nordwestlich von Newtonmore und dem Tal des Spey.
Wie die anderen Munros der Monadh Liath ist der A’ Chailleach ein vergleichsweise wenig markanter Berg. Nach Osten wird er vom Tal des Allt a’ Chaorainn begrenzt, einem in den River Calder, einen Nebenfluss des Spey, mündenden Bach. Mit dem Coire na Caillich besitzt der Berg auf dieser Seite ein felsiges und steiles Kar, während er ansonsten vom Gipfel nach allen Seiten moderat mit gras- und heidedurchsetzten Hängen abfällt. Nach Norden und Nordwesten hin läuft er flach und nur mit geringen Höhenunterschieden zur Hochfläche der Monadh Liath aus, lediglich das etwas eingeschnittene Tal des kleinen Bachs Allt Cùil na Caillich trennt den Berg vom nördlich benachbarten, 920 Meter hohen Càrn Sgulain. Ein breiter flacher Grat führt vom Gipfel nach Südwesten bis zum 889 Meter hohen Vorgipfel Geal Chàrn. Südlich davon liegen mit dem 814 Meter hohen Geal Chàrn Beag und dem 815 Meter hohen Creag na h-Iolaire zwei weitere Vorgipfel. Westlich dieser Vorgipfel liegen steil in das Tal des Allt Fionndrigh, ein Seitental des vom River Calder durchflossenen Glen Banchor, abfallende und mit Schrofen durchsetzte Hänge. Nach Südosten fällt der Berg wiederum sehr moderat in das Tal des Allt a’ Chaorainn ab.

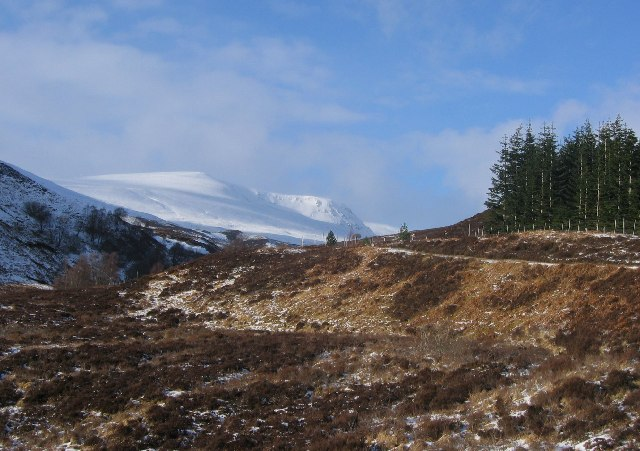
Blick aus Richtung Südosten aus dem Tal des Allt a’ Chaorainn zum Gipfel des A’ Chailleach
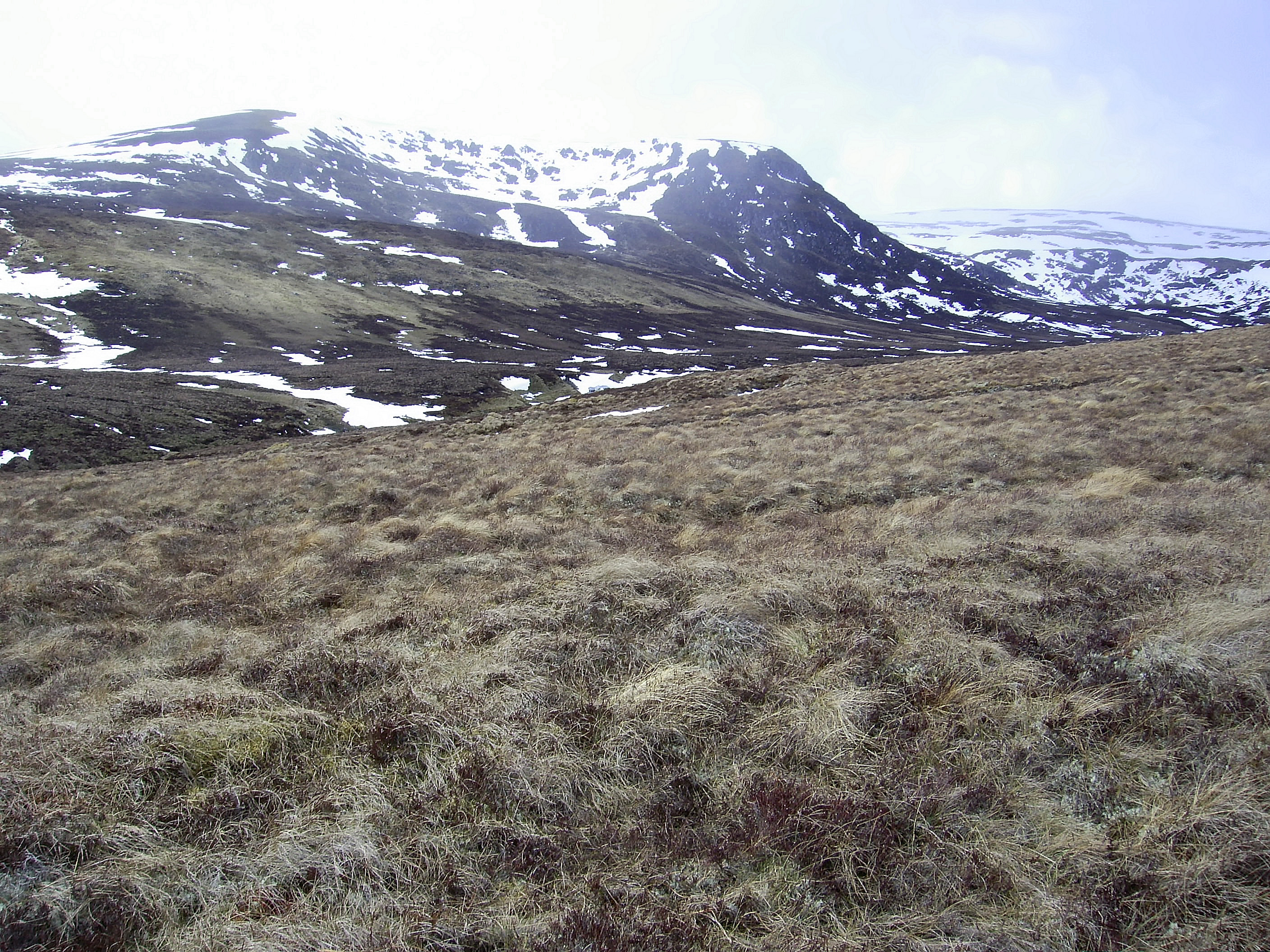
Blick auf die Ostseite des A’ Chailleach mit dem Coire na Caillich
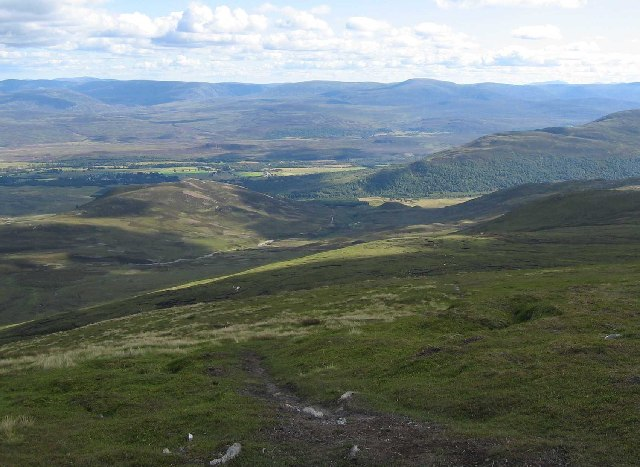
Blick nach Süden vom Gipfel des A’ Chailleach
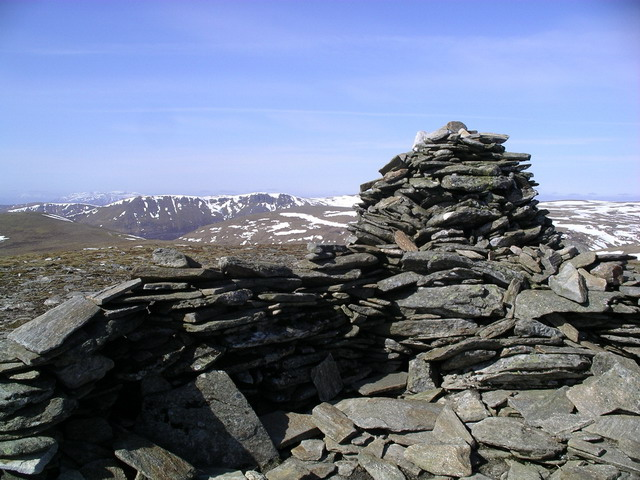
Der Gipfelcairn des A’ Chailleach

Die meisten Munro-Bagger besteigen den A’ Chailleach im Rahmen einer Rundtour unter Einbeziehung des nördlich benachbarten Càrn Sgulain, teils auch erweitert um den etwa fünf Kilometer südwestlich liegenden, 945 Meter hohen Càrn Dearg. Ausgangspunkt ist ein Parkplatz am Ende der kurzen Fahrstraße von Newtonmore in das Glen Banchor. Von dort führt der Zustieg zum A’ Chailleach durch das Tal des Allt a’ Chaorainn  und über die Südostflanke des Bergs bis zum durch einen Cairn markierten Gipfel.